# Stazione di Castellammare di Stabia
Stazione di Castellammare di Stabia vasútállomás Olaszországban, Castellammare di Stabia településen.

## Vasútvonalak
Az állomást az alábbi vasútvonalak érintik:
- Torre Annunziata-Castellammare di Stabia-Gragnano-vasútvonal

## Kapcsolódó állomások
A vasútállomáshoz az alábbi állomások vannak a legközelebb:
- Stazione di Rovigliano (Stazione di Napoli Campi Flegrei)